# What's with Honey Poo Poo?
Pour plus de détails, voir Fiche technique et Distribution.
What's with Honey Poo Poo? est un court métrage de comédie américain réalisé par Harry Shearer et sorti en 2013.

## Fiche technique
- Titre original : What's with Honey Poo Poo?
- Réalisation : Harry Shearer
- Scénario : Judith Owen et Harry Shearer
- Photographie : Matt Mindlin
- Montage : Tom Roche
- Musique : Billy Theriot
- Costumes :
- Décors :
- Producteur : Tara Martin
- Société de production : Big Shots Prods.
- Société de distribution : MyDamnChannel
- Pays d'origine :  États-Unis
- Langue originale : anglais
- Format : couleur
- Genre : Comédie
- Durée :
- Dates de sortie : 
  - États-Unis : 30 août 2013

## Distribution
- Rayanna Boasso : Honey
- Kim Collins : Lloyd Earl
- Harold Gervais : Dr Jim
- Judith Owen : Teria
- Artemis Preeshl : membre du jury
- Todd Voltz : le photographe allemand